# Eugène Ducretet
Pour les articles homonymes, voir Ducretet.
Eugène Adrien Ducretet, né à Paris le 27 novembre 1844 et mort à Paris le 20 août 1915, est un industriel et scientifique français.

## Biographie

### Origines et vocation
Adrien Eugène Ducretet, fils de Marie Adrienne Adèle Bruant et de Louis Joseph Ducretet, négociant en bonneterie, est né le 27 novembre 1844 à Paris au 268 de la rue Saint-Jacques. Son père meurt le 13 juin 1863, en laissant une rente à son épouse. Le couple avait eu un autre fils, Eugène Charles Ducretet, sur lequel on a peu d'informations ; il était installé à Bruxelles en 1890, au moment de la mort de leur mère.
Très jeune et doué pour le dessin et les mathématiques, et alors que son père voulait en faire un commercial, en 1857, Eugène Ducretet entre comme apprenti auprès du savant et mécanicien Paul-Gustave Froment, inventeur pionnier du moteur à mouvement alternatif associant aimants et électricité. Particulièrement doué, Eugène devient son principal assistant, puisque, un an avant la mort du scientifique, en 1864, il ouvre, au 21 de la rue des Ursulines, son propre atelier d'instruments de précision pour les sciences et l'industrie, qui va, dans un premier temps, exploiter les découvertes de Froment, les commercialiser puis les améliorer ; son activité consiste en la construction d'instruments de physique, en particulier dans le domaine de l'électromagnétisme, et la production de ces appareils se fait sous sa marque. Ses principaux clients sont les écoles, collèges et universités, sans oublier les laboratoires ; il a pour clients des chercheurs comme Claude Bernard, Éleuthère Mascart, Louis Pasteur, dont il profite des conseils pour développer de nouveaux instruments avec une célérité et un sens des affaires remarquables.
En 1870, il épouse Amélie Vallat dont trois enfants : Pierre (1870-1915), Laurence (1872-) et Fernand (1878-1928).

### Les Ateliers Ducretet

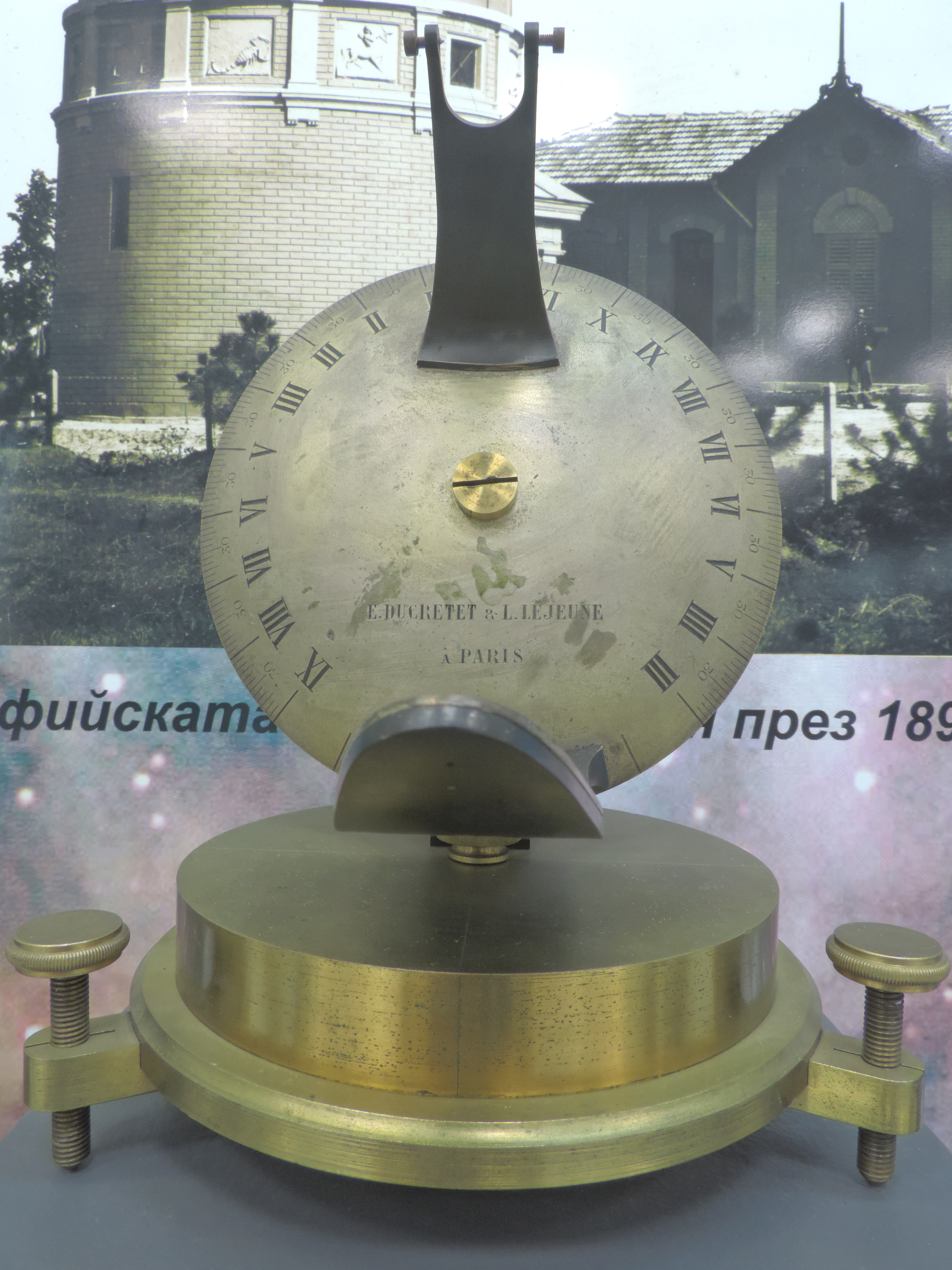
Cadran analemmatique E. Ducretet & L. Lejeune (Paris), fin du XIXe siècle. Exposé au musée polytechnique national à Sofia (Bulgarie).

En 1885, alors qu'il est nommé chevalier de la Légion d'honneur, il dirige un atelier qui emploie cinquante personnes. Sa réussite se confirme au regard de l'importante quantité d'appareils qui équipent les grands corps de l'administration française comme la Marine nationale, et bientôt qu'il exporte en Europe ; une réussite remarquée par des récompenses qu'il reçoit dans les expositions internationales industrielles et commerciales. Il transmet une trentaine de communication à l'Académie des sciences et dépose des brevets, dont l'un des premiers phonographes à disque (1879). 
Il fut en particulier le premier constructeur de la machine de Wimshurst, de l'appareil de Cailletet pour la liquéfaction des gaz, du photo-théodolite et du télégraphe optique d'Aimé Laussedat, d'un creuset électrique de laboratoire avec aimant directeur, de l'appareil de Roentgen et ce, un mois après la découverte des rayons X en 1895, puis d'appareils de radiologie pour les hôpitaux. On compte aussi des appareils pour la fluoroscopie destinés aux laboratoires et une sonde lumineuse pour l'examen et la vérification rapide en plein jour, au moyen des rayons X, des colis postaux.

### La TSF
Pratiquant la veille technologique, Ducretet participe activement à l'essor de la télégraphie sans fil (TSF), prélude à  la radiodiffusion. 
Il établit la première liaison française par radio, le 5 novembre 1898 en émettant des signaux (télégraphiques) depuis la tour Eiffel et qui furent reçus au Panthéon, soit à environ 4 km).

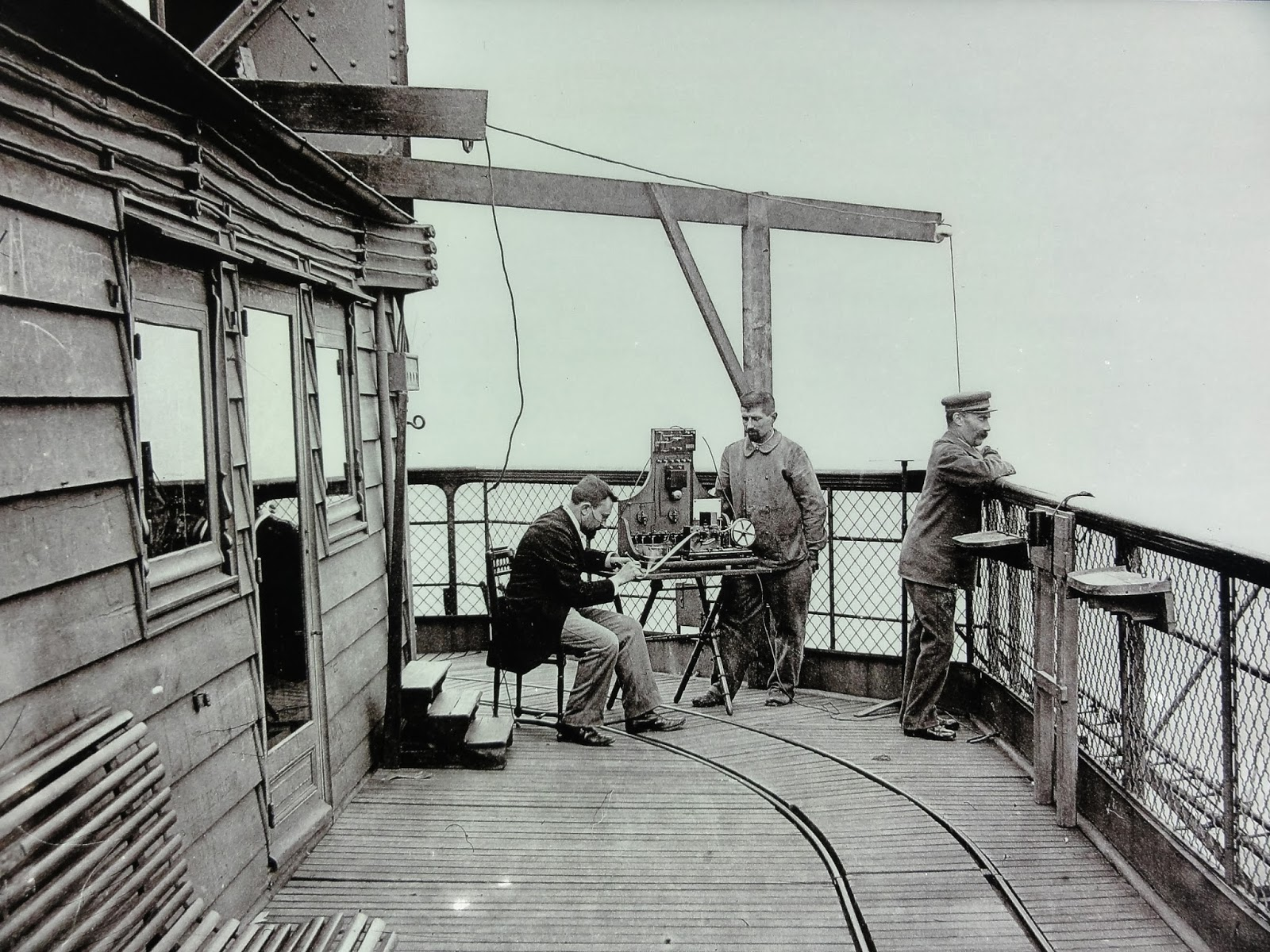
Première expérimentation de TSF au sommet de la tour Eiffel par Eugène Ducretet le 5 novembre 1898.
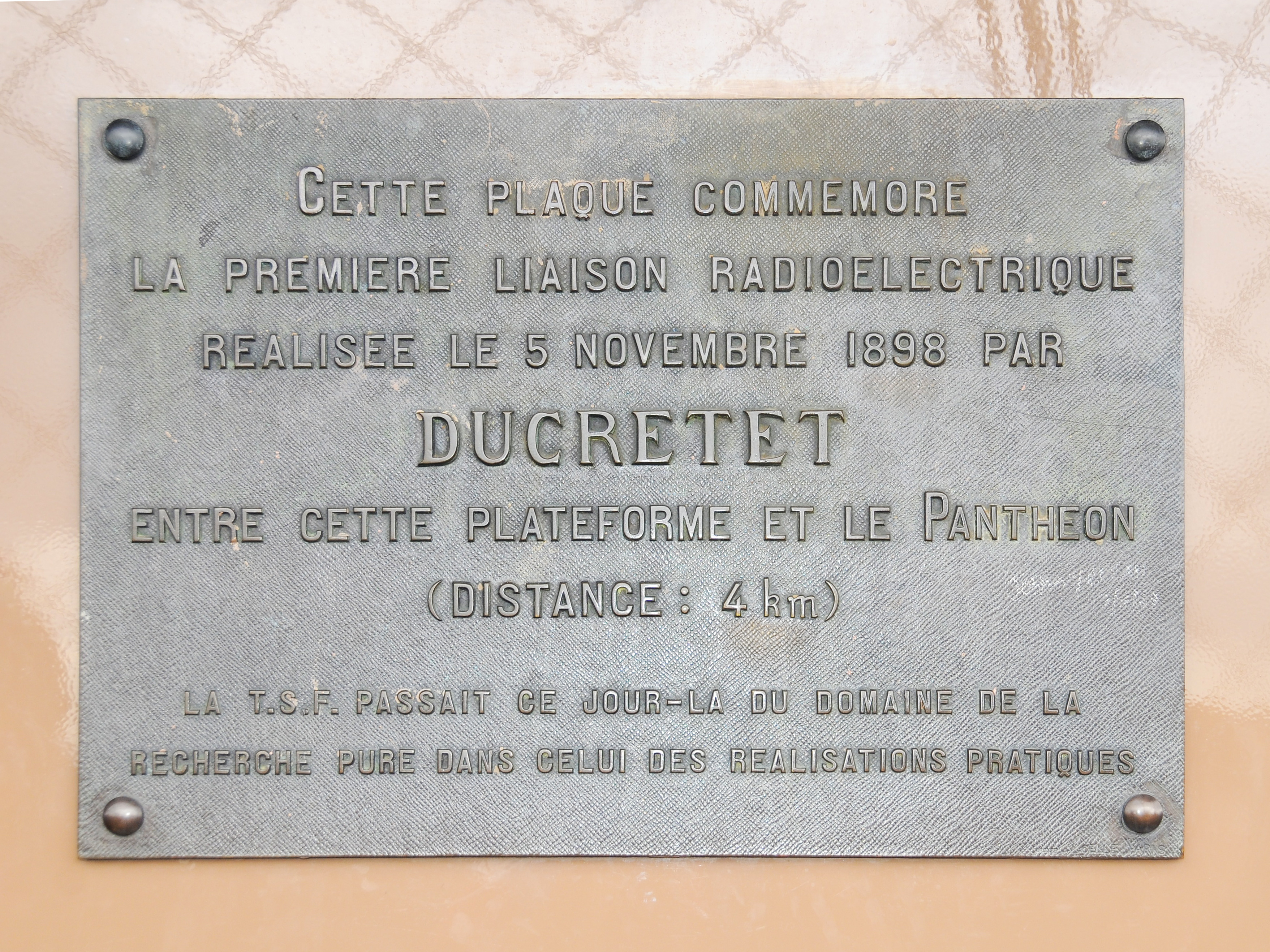
Plaque commémorative
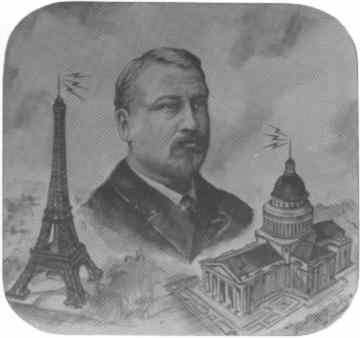
Eugène Ducretet et la TSF (1898).

En 1899, Ducretet rencontre le physicien russe Alexandre Popov à Paris ; de leur collaboration va naître un matériel de qualité de télégraphie hertzienne sans fil, qui équipe, entre autres, vingt-trois bâtiments de la flotte russe.

### Retraite

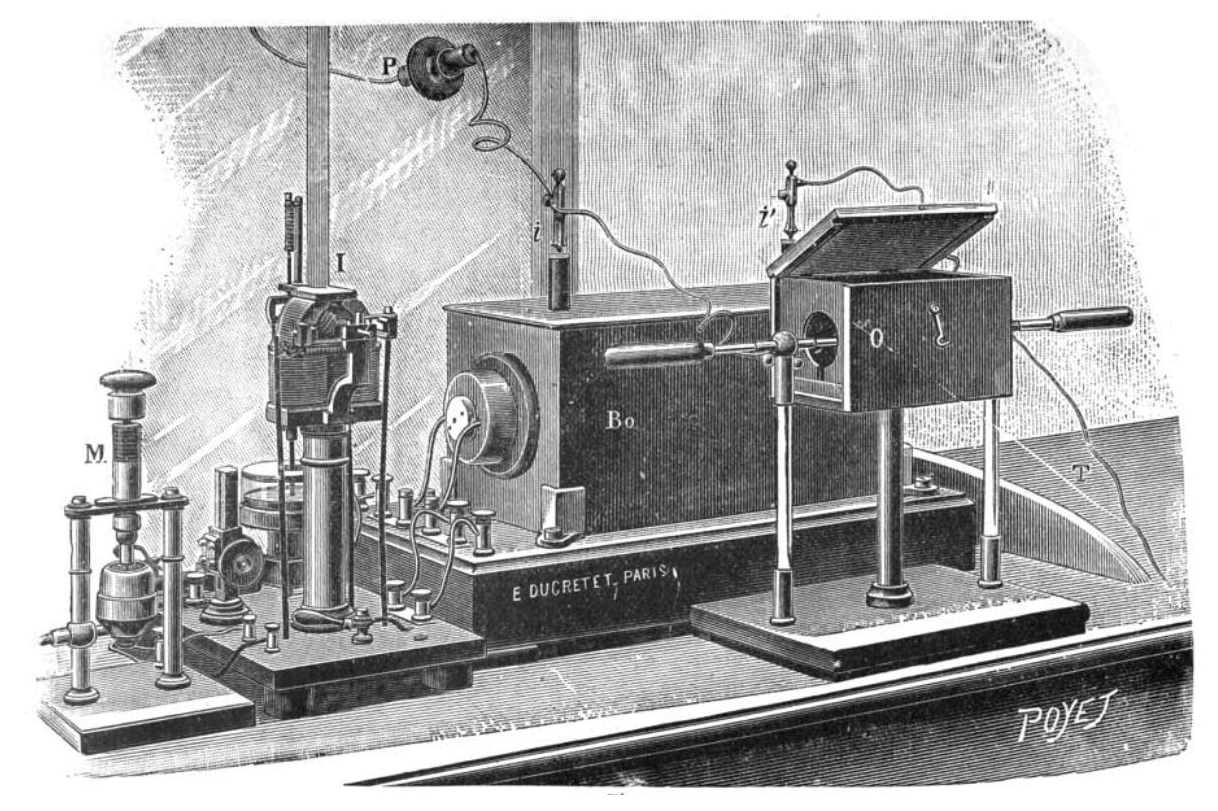
Émetteur à étincelles (1897-1904) de Popov, procédé Ducretet-Popov, équipant la Marine impériale russe.

En 1908, malade, il laisse la direction de sa maison à son fils Fernand qui va s'associer à Ernest Roger ; devenu aveugle en 1917, sans doute du fait de l'utilisation du rayonnement X, il se retire des affaires. Son fils aîné Pierre, né en 1870, est mort sur le front, en 1915.
Roger fonde, après 1915, les établissements Ducretet-Roger, transformés en société anonyme, qui deviendra, en 1931-1932, Ducretet Thomson : cette société commercialisera longtemps des postes de TSF, des postes de radio, des téléviseurs et des disques.
Il meurt le 20 août 1915.

### Postérité

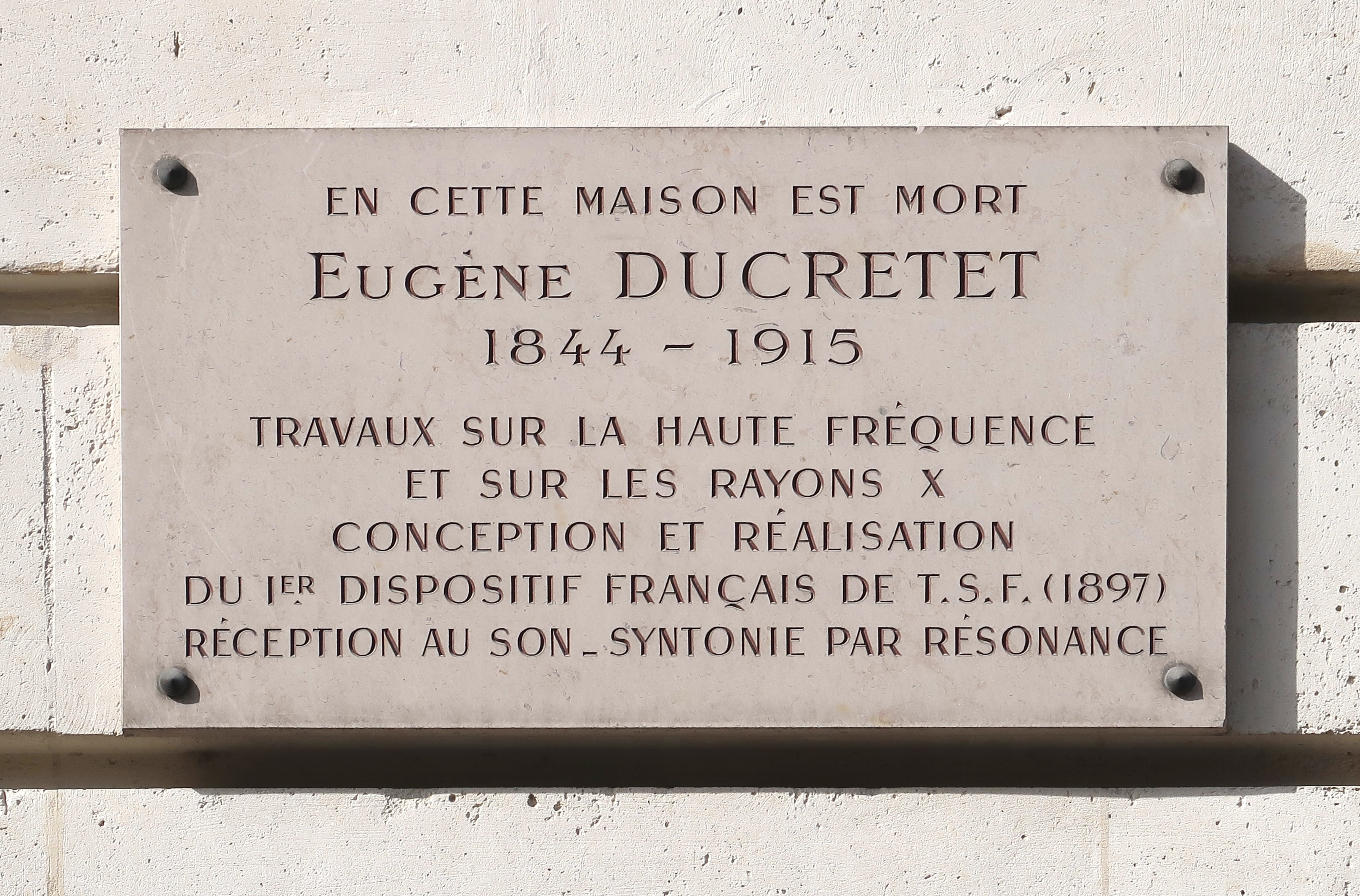
Plaque à son dernier domicile, 10 rue Pierre-et-Marie-Curie (Paris).

Une plaque d'hommage est apposée en 1970 au 10 de la rue Pierre-et-Marie-Curie (5e arrondissement de Paris), où il est mort.
Depuis 1992, son nom est attribué au « Réseau Ducretet » qui forme, par le biais de l'apprentissage, aux métiers des réseaux télécoms, de la vente et de la réparation dans les domaines de la maison connectée.

## Ouvrage
- Eugène Ducretet, Catalogue raisonné des instruments de précision de E. Ducretet : premières et deuxièmes parties physique générale, Vannes, Impr. Lafolye, 1905 — Lire en ligne.

## Récompenses
- Médaille d'or à l'exposition universelle de Paris en 1878
- Grand prix à l'exposition universelle de Paris en 1889
- Hors concours à l'exposition de Chicago en 1893
- Exposition d'Anvers en 1894
- Exposition de Bruxelles en 1897
- Grand prix d'électricité à l'exposition de Paris en 1900

## Hommages

### Odonymes
Plusieurs communes de France ont rendu hommage à Eugène Ducretet en donnant son nom à une voie :
- la ville d'Albertville a donné son nom à une rue dans le quartier de Saint-Sigismond ;
- une rue dans la ville de Chambéry ;
- une rue dans la ville d'Ugine ;
- une allée dans la ville de Valence (Drôme) ;
- une impasse dans la ville de Landivisiau ;